# 郑雪来
郑雪来（1925年10月—2020年7月19日），笔名雪楠，福州长乐人，毕业于暨南大学外文系，中国大陆翻译家，电影戏剧理论家。中国电影家协会、中国戏剧家协会会员，中国电影评论学会理事。

## 生平
1925年，郑雪来出生在福建省长乐县。
1943年，郑雪来从暨南大学外文系毕业。
1951年，郑雪来进入电影行业工作。
2020年7月19日12时18分在北京市病逝，享耆壽95岁。

## 作品
- 《电影美学问题》
- 《斯坦尼斯拉夫斯基全集》[3]
- 《电影学论稿》
- 《世界电影鉴赏辞典》[4]

## 奖项
- 2004年，中国翻译协会“资深翻译家”荣誉称号。